# Lecithocera imprudens
Lecithocera imprudens is een vlinder uit de familie van de Lecithoceridae. De wetenschappelijke naam van de soort is voor het eerst geldig gepubliceerd in 1914 door Meyrick.